# Spectacle aérien international du Canada

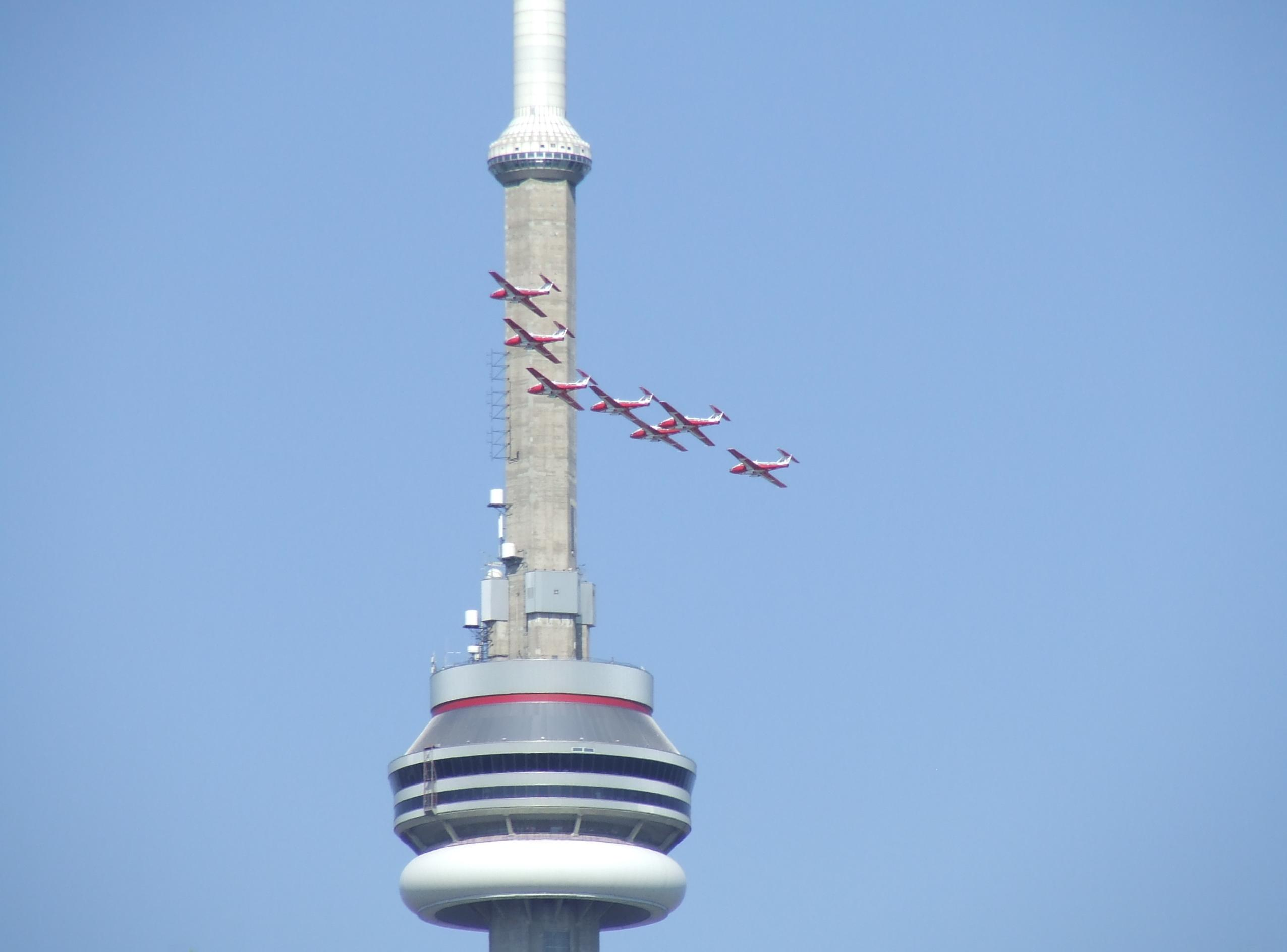
La patrouille des Snowbirds à proximité de la tour CN, lors du spectacle aérien international du Canada de 2007.

Le spectacle aérien international du Canada, ou Canadian International Air Show (CIAS) en anglais, est un spectacle aérien qui a lieu chaque année depuis 1949 à Toronto, au Canada, en clôture de la grande Exposition nationale canadienne (CNE). Des patrouilles aériennes tant canadiennes qu'américaines participent à l'évènement qui se déroule sur trois jours, au mois de septembre, lors de la fête du Travail au Canada.